# BB FlashBack
BB FlashBack — програма компанії Blueberry Software для запису дій з екрану, що дозволяє створювати демо-ролики та навчальне відео з додаванням тексту і звуку.
BB FlashBack виконує експорт у AVI, Flash, QuickTime (H264), MPEG4 (сумісний з iPod/Pad/Phone), WMV, EXE і PowerPoint. Крім того, BB FlashBack завантажує відеокліпи на YouTube, Blip.tv, Viddler і Revver і надає URL.
Сумісний з операційними системами сімейства Windows (Windows XP, Windows Vista, Windows 7).
Плагін PowerPoint також розгортається разом з інсталятором програми. Безкоштовна версія цієї програми була випущена у квітні 2009 року. Компанія-розробник програми почала свою діяльність у 1997 році як Blueberry Consultants, компанія-розробник програмного забезпечення, що виробляє програмні проекти на замовлення. Влітку 2003 року була створена компанія Blueberry Software, яка випустила першу версію BB FlashBack. 

## Редакції
BB FlashBack існує в 3 редакціях: Express, SDK і Pro.

## Функції
- створення відеокліпів, додаючи текст, звук і зображення у записи екрану.
- прості ефекти збільшення й автоматичної прокрутки.
- потужні функції редагування.
- завантаження відеокліпів на YouTube, Blip.tv, Viddler і Revver з наданням URL.
- експорт у AVI, Flash, QuickTime (H264), MPEG4 (сумісний з iPod/Pad/Phone), WMV, EXE і PowerPoint.
- повний контроль якості звуку і зображення та розміру файлу.
- повний комплект елементів управління відтворенням у файлах експорту Flash і EXE.
- захоплення графічних ефектів «Aero» Vista і Windows 7.
- запис відео з вебкамери та відео «картинка в картинці».
- редагування звуку і зображення тільки для версії Pro.

## Особливості
У жовтні 2014 року Blueberry Software запустила BB FlashBack 5, яка додає можливість записувати відео один раз і випускати його кількома мовами; ефект лупи для збільшення частин фільму; захист паролем для записів; і новий користувальницький інтерфейс, а також легший обмін завдяки інтеграції з новим спеціалізованим вебсайтом для обміну відео в Інтернеті — FlashBack Connect.

## Формат файлу
Файли FlashBack мають розширення за замовчуванням як .FBR, що означає «FlashBack Recording». Файл FBR — це формат мультимедійного контейнера, який включає записаний екран і окремі звукові доріжки (наприклад, аудіо на робочому столі, мікрофон). Стандартне відео FlashBack засноване на відео GDI без втрат, але його можна конвертувати в редакторі у формат MPEG-4 із втратами для зменшення розміру.

## Інше програмне забезпечення
Flashback SDK додає запис екрану, відтворення, редагування та експорт до будь-якої програми. Об'єкти ActiveX/COM, які інтегруються з MS Visual Studio та Borland IDE.
TestAssistant екран-рекордер для тестування програмного забезпечення. Знімайте екран, щоб знімати фільми з будь-якими дефектами.
Flashback Rewind постійний запис екрану, щоб у разі виникнення помилки користувачі могли натиснути піктограму в системному треї та поділитися останніми кількома хвилинами свого екрана з іншими.
FBX запис екрану, розроблений для використання з додатками з високою частотою кадрів, такими як ігри.